# ثابت الصالحي
ثابت محمد الصالحي لاعب كرة قدم سعودي ويلعب مدافع في نادي عفيف.

## مسيرة اللاعب
لعب سابقاً مع نادي الاتحاد في الفئات السنية و نادي نجران ونادي جدة ونادي عفيف.